# Nobliny
Nobliny – wieś w Polsce położona w województwie zachodniopomorskim, w powiecie szczecineckim, w gminie Borne Sulinowo. Osada sąsiaduje z jeziorem Niewlino.
Wieś królewska Nabliny starostwa drahimskiego, pod koniec XVI wieku leżała w powiecie wałeckim województwa poznańskiego.